# Sebastián Lentinelly
Carlos Sebastián Lentinelly Villavicencio, noto semplicemente come Sebastián Lentinelly (Salto, 26 agosto 1997), è un calciatore uruguaiano, portiere del Liverpool (M).

## Carriera
Cresciuto nel settore giovanile del Liverpool (M), ha debuttato in prima squadra il 22 novembre 2017 disputando l'incontro di  Primera División Profesional perso 2-1 contro la Juventud.

## Palmarès

### Club

#### Competizioni nazionali
- Campionato uruguaiano: 1

2023
- Supercopa Uruguaya: 3

Liverpool Montevideo: 2020 2023, 2024